# ウィリアム・アランド
ウィリアム・アランド（William Alland、1916年3月4日 - 1997年11月11日）は、アメリカ合衆国の俳優、映画プロデューサー、脚本家、映画監督で、おもにSF映画や西部劇の映画に関わった。オーソン・ウェルズの映画『市民ケーン』（1941年）では、新聞王ケーンの生涯を調査する記者の役を演じた。

## 来歴
アランドは20代はじめにニューヨークのマンハッタンにやって来て、ヘンリー・ストリート・セツルメント (Henry Street Settlement) で提供されていた講座をいくつか受講し、そこでオーソン・ウェルズに出会った。アランドは、ウェルズのラジオドラマ『宇宙戦争』（1938年）にも声の出演をした。また、ラジオドラマ『Doorway to Life』のプロデューサーとして、ピーボディ賞を受賞した。
『市民ケーン』においてアランドが演じた記者ジェリー・トンプソン (Jerry Thompson) は、カメラが決してクローズアップでその顔を捉えることがない、特異な役柄であり、実際、登場する場面のほとんどにおいて、彼はカメラに背を向けており、顔を見える場面は必ずロングショットで陰の中に置かれている。映画批評家ロジャー・イーバートが書いたDVD版『市民ケーン』の解説によると、アランドはあるとき聴衆の前で、もし自分が皆さんに背中を向ければ、誰だかお分かりいただけますよね、と語ったという。『市民ケーン』においてアランドは、当時人気のあったニュース映画『The March of Time』を模した架空のニュース映画『News on the March』のアナウンサーの声も担当していた。後年、アランドは2回、『News on the March』をパスティーシュした映像が出てくる場面で声の出演をした。そのひとつはオーソン・ウェルズの1974年の映画『フェイク (F for Fake)』においてであり、もうひとつは1991年にBBCで放送されたテレビ・ドキュメンタリー・シリーズ『Arena』の「The Complete Citizen Kane」においてであった。前者『フェイク』では、『市民ケーン』の冒頭場面が、もしウィリアム・ランドルフ・ハーストではなく、ハワード・ヒューズをモデルにしていたらどうなっていたかという『News on the March』のパスティーシュが流れ、後者では、チャールズ・フォスター・ケーンの死についての報道ではなく、オーソン・ウェルズが『市民ケーン』を制作していることを報じる『News on the March』のパスティーシュが放映された。
アランドにとって最大の名声は、カメラの前に立つ仕事とは別の、1950年代にユニバーサルやパラマウントといった映画会社でSF映画の制作にあたったところからもたらされた。アランドの映画プロデューサーとしてのキャリアは、トム・ウィーヴァー (Tom Weaver) による書籍『Monsters, Mutants and Heavenly Creatures』（Midnight Marquee Press、1996年）に収められてた60ページに及ぶインタビューの主題となっている。

## フィルモグラフィ

### 出演作品
- 市民ケーン Citizen Kane (1941) - ジェリー・トンプソン (Jerry Thompson)＝クレジットあり： 『News on the March』ニュースのアナウンサーの声＝クレジットなし
- Tom Dick and Harry (1941) - ニュース映画のアナウンサーの声＝クレジットなし
- 悪魔の金 The Devil and Daniel Webster (1941) - ガイド（出演シーンが最終的にカットされ、クレジットなし）
- The Falcon Takes Over (1942) - 記者＝クレジットなし
- パナマ・ギャング戦争 Riffraff (1947) - 独房の男トランピー (Trumpy, Man in Cell)＝クレジットなし
- 上海から来た女 The Lady from Shanghai (1947) - 記者＝クレジットなし
- マクベス Macbeth (1948) – 暗殺者2

### 製作作品
- それは外宇宙からやって来た It Came From Outer Space (1953) – プロデューサー
- 大アマゾンの半魚人 The Creature from the Black Lagoon (1954) – プロデューサー
- 半魚人の逆襲 Revenge of the Creature (1955) - プロデューサー
- 宇宙水爆戦 This Island Earth (1955) – プロデューサー
- クレイジー・ホース酋長 Chief Crazy Horse (1955) – プロデューサー
- 極地からの怪物 大カマキリの脅威 The Deadly Mantis (1957) - プロデューサー
- ニューヨークの怪人 The Colossus of New York (1958) – プロデューサー
- Look in Any Window (1961) – 監督
- スタンピード The Rare Breed (1966) – プロデューサー